# Ioan Cristea (delegat)
Ioan Cristea (n. 1879, Coroi – d. 4 februarie 1945, Coroi) a fost un deputat în Marea Adunare Națională de la Alba Iulia, organismul legislativ reprezentativ al „tuturor românilor din Transilvania, Banat și Țara Ungurească”, cel care a adoptat hotărârea privind Unirea Transilvaniei cu România, la 1 decembrie 1918.

## Biografie și activitate politică
Ioan Cristea a fost un delegat supleant al cercului electoral Bălăușeri. A fost președinte al Consiliului National Roman din Coroi. După 1918 a fost primar în Coroi, torturat și schingiuit de locuitorii maghiari în timpul ocupatiei horthyste. A decedat în 4 februarie 1945.